# 聖者の行進 (テレビドラマ)
『聖者の行進』（せいじゃのこうしん）は、1998年1月9日から3月27日まで毎週金曜日22:00 - 22:54にTBS系の「金曜ドラマ」枠で放送されたテレビドラマ。

## 概要
『高校教師』、『人間・失格〜たとえばぼくが死んだら』、『未成年』に続いて野島伸司が脚本を手がけた『TBS野島伸司シリーズ』の第4弾。野島の強い人間だけが生き残ることの出来る現代社会に対するアンチテーゼ作品でもあった。
内容は茨城県の水戸市で起きた水戸事件（通称・水戸アカス事件）を基にしたもので、題名は純粋な心を持つ知的障害者達を聖者になぞらえるとともにドラマ内で演奏するジャズナンバーの「聖者の行進」からとられている。
当作は暴力や強姦といった過激な場面が多く、放送当時は主演を務めたいしだ壱成が後に「当時TBSの電話が鳴り止まなかった」と語るほどに視聴者からの苦情が殺到していた。スポンサーサイドからも内容を問題視され、トヨタ自動車とキユーピーはCMの放送は行うも提供クレジットを取りやめ、三共（現・第一三共ヘルスケア）が「薬で暴力を肯定出来ない」の理由で降板し、穴埋めCMとして公共広告機構（現・ACジャパン）に差し替えられる事態に発展するなど、物議を醸した作品としても知られている。野島作品の中でも『高校教師』などと並んで野島の演出方針を疑問視する声の高い作品の一つであった。
本作は安定して視聴率20%台前後を出していたものの、放送当時から問題視された内容が年々厳しくなる放送倫理に適合しないことや、放送終了後にいしだや酒井法子が不祥事を起こしたことなどから、地上波・衛星波含めて再放送は行われていない。
ソフト化に関しては2003年にDVD-BOXが、2019年にBlu-ray BOXがそれぞれ発売された。配信についても2022年3月15日より動画配信サービス「Paravi」を皮切りに、「Hulu」・「TELASA」でも順次配信を開始している（それらの詳細は外部リンクを参照）。なおU-NEXTなどのネット配信媒体では、内容の観点から冒頭からホワイトバックに黒字で「このドラマは、知的障がいのある主人公たちが希望を見出していく物語です。本編内には、暴力的なシーンや障がい者を揶揄する表現、性的暴行、自殺など視聴者が不快に感じる場面が含まれています。当時の制作意図を尊重して配信しますが、過去に辛い経験をされた方は、視聴を避けるか、信頼できる方と一緒にご覧ください。これをきっかけに問題意識が高まればと考えております。」というおことわりテロップが表記される。
主演を務めたいしだは、後年YouTubeにて第11話の裁判シーンを再演している。

## ストーリー
純粋で優しい心を持った知的障害者達の働く地方都市の工場。だが、彼らは人間の扱いを受けていなかった。奴隷の如く日常に行われる彼らへの暴力、性的虐待。そんな彼らの未来に希望は残されているのだろうか?

## 登場人物

### 主要人物
町田 永遠（まちだ　とわ）〈21〉
演 - いしだ壱成
本作の主人公。生まれながらに知的障害があるが、純粋で優しい心を持った青年で、酷い仕打ちですら笑顔で受け入れてしまう。そのため、敦の同級生たちに公園の遊具に入れられた上で殴られるなどのいじめを受けた事があるが、工場で働いて成長し、暴行を受ける仲間を庇ったりする勇敢さを身につけ、いじめにも立ち向かえる様になる。急遽、帰宅した際に家族が自分を疎んでいるのを聞いてしまい、あてもなく飛び出してしまう。楽団ではアコーディオンを担当している。『3匹のこぶた』のウーが好き。『◯◯でしょう』が口癖。
葉川 もも（はがわ　もも）〈26〉
演 - 酒井法子
工場の近くの私立高校の音楽教師。進学一辺倒の生徒達から担当教科を軽んじられ、溝を感じるなどの不満から竹上製作所の知的障害者に楽団指導のボランティアを行うようになる。天真爛漫な性格で彼らの純粋さに触発されるが、同時に工場での惨状を目の当たりにし、竹上と裁判をする。
土屋 ありす（つちや　ありす）〈16〉
演 - 広末涼子
本作のヒロイン。ももの勤務する高校の1年生で10歳の時に母を亡くしている。市長として世間体を気にしたり、継母と政略結婚をしている父に反抗し、放置されている廃バスを隠れ家にしていて帰宅しない。学校でも無断欠席が多く、規則を守らない・上級生とつかみ合いの喧嘩をする・ももに悪態をつくなど問題行動が多く、向などからは良く思われていなかった。
偶然落としたPHSを拾った永遠との出会いで変化し、本来の心優しさが現れ始める。母方の祖母が新潟に住んでおり、永遠と一緒に会いに行った直後、貨物列車にひかれそうになった永遠を助けて意識不明の重体となる。一度は意識を取り戻すも、脊髄に血液が混入したことが致命傷になり亡くなる。死に際にももたちに永遠の背中を見てあげてと言い残した。染めていた髪の色を見た永遠から「赤鬼さん」と呼ばれたことがある。

### 竹上製作所

#### 子供たち
高原 廉（たかはら　れん）〈21〉
演 - 安藤政信
6歳の時、生まれたばかりの妹の鈴と共に母親・蘭から捨てられ、埼玉県の施設で育つ。この頃から妹と一緒に行動したいという思いから軽度知的障害者の演技をするようになった。妹以外には冷たい態度が見られたが、次第にももに好意を抱くようになる。障害者ではない事を周囲に打ち明けた直後、光輔に妹のことで弱みを握られ、手先として暗躍させられ三郎を殺害、妙子の子どもを殺害するように強要された直後、ももに「警察に自首したい」「母に妹の事を頼みたい」と打ち明ける。施設にいた頃、自分と妹に送られていた手紙の住所を頼りに、ももと一緒に母を訪ねるが、既に再婚しており、小学校低学年になる異父弟がいたことを知り、自棄になる。そして光輔を刺殺しようとしたが返り討ちに遭い、重傷を負いながらも工場に放火する。その後、救急車で搬送中にももに愛していると告白し、息を引き取った。向から出された数学の難問の答えを、向の車を傷つける形で書き込んだり、暗記している楽譜を黒板に書き出したりと知能指数は相当高い（向曰く東大レベル）。
水間 妙子（みずま　たえこ）〈20〉
演 - 雛形あきこ
軽度の知的障害を持つ少女。少し勝ち気で、明るい性格。面倒見がいい為、障害者達のまとめ役を任されているが、最初の頃は片思いしている廉の気を引くため、暴行を受ける永遠を見殺しにするなど腹黒さも見られた。しかし、永遠と接していくうちに本来の純粋な性格を取り戻していく。
光輔の身辺の世話を担当しており、外見の可愛らしさと障害を持つゆえに自分の身を守る術を持たないことに付け込まれて性的虐待を受け、強姦された挙句に妊娠してしまう。だが子供を憎むことはなく、出産したいと願う（母は無理やり中絶させようとしたが、妙子が拒否したため中絶にならなかった）。
母親から疎まれて育ったが、のちに和解し、工場復興チャリティコンサートでは衣装を見立ててもらっている。他にも化粧、髪の染色なども母の見よう見まねで覚えた様子。
高原 鈴（たかはら　りん）〈15〉
演 - 松本恵（現・松本莉緒）
廉の妹。赤ん坊の時に兄と共に母に捨てられ、施設で育つ。工場で働くメンバーの中で最も重い知的障害を持ち、簡単な会話しか出来ない。無邪気で優しく人なつこい性格で永遠とすぐに打ち解け、「お嫁さんになりたい」と言い出す。超感覚を持っている様子で、妙子の妊娠や見えない花の色を言い当てた。途中で失明するが、原因となった間中が自殺を図ったのを知って「目が見える」と嘘をついて庇う。最終回で廉の起こした放火に巻き込まれるが助かる。
加賀美 歩（かがみ　あゆむ）〈20〉
演 - 渡辺慶
仲間の中では子供っぽく、心優しい少年だが、感情が高まるとすぐにベソをかく。初対面の人間とは会話はおろか目も合わせられないほど、人見知りが激しい。野良猫をかわいがり、自分の食事を分けて食べさせていたこともある。高利貸しの真似事をするという意外な面もある。
猪瀬 辰雄（いのせ　たつお）〈24〉
演 - 小林正寛
やや重めの知的障害を持っており、食欲や性欲の抑制が利かない。粗野な言葉遣い、下着泥棒に加え、校内への乱入など突発的な言動により人に恐怖心を持たれることもあるが、気は優しく、失明した鈴を背負って歩いていた。東北弁を話す。

#### その他
間中 順治（まなか　じゅんじ）〈46〉
演 - 斉藤洋介
工場の現場監督。心優しい性格で、工場の中では永遠たちの唯一の理解者だが、光輔から医学部に進学した息子のための借金と人の良さにつけこまれ、悪事に荷担させられる。鈴を失明させたと自責の末、自殺を図ろうとするが、永遠達に救われる。病気で死別した妻と大学寮で暮らす医者志望の一人息子がいる。再建した工場の社長に就任した。歩く時は足を引きずっている描写が見受けられる。
片瀬 孜（かたせ　つとむ）
演 - 豊田一生（1〜8話）
竹上製作所の工員の一人で、三郎の子分的存在。典型的な小悪党気質の持ち主で、光輔や三郎の腰巾着的な存在として三郎の尻馬に乗り、永遠たちに暴力を振るう卑劣漢。鈴を失明させる時に間中が使った角材に彼の指紋も付着していたことから、光輔から罪を擦り付けられ、傷害の容疑で逮捕される。空き巣の前科がある。

### 竹上家
竹上 光輔（たけがみ　こうすけ）〈48〉
演 - 段田安則
竹上製作所の社長。知的障害者を雇ったことで地元の名士とされているが、その目的は助成金であり、性的ロールプレイを好むという裏の顔も持つ。永遠たちに不当な労働を強いる他、妙子に対しての強姦・工員たちへの暴力など、次々と悪事をエスカレートさせていく。市長を目指していたが、娘を亡くした土屋の心変わりにより道が閉ざされ、同時にももに裁判を起こされてしまう。一応は証拠不十分・証言不明確で勝つことが出来たものの、地元住民に醜態を晒す結果となり妻と息子にも逃げられてしまう。
最終回で廉に切り付けられ、これを返り討ちにするも工場へ放火されてしまう。その後、そこに居合わせた永遠に工場設立当時からの状況と本心（最初は受け入れた永遠達を心から愛していたが、その事が原因で家族に距離を置かれてしまい、その怒りの矛先を永遠達に向けてしまった事、また怒りに怯える永遠達の姿が昔の自分と重なった事で怒りが増幅して、徐々に心を歪めていった事）を語った後、彼を目の前にあったマンホールに逃がした。自身は炎から逃れることなく、死を選択した。
竹上 三郎（たけがみ　さぶろう）〈28〉
演 - デビット伊東
光輔の甥（光輔の兄の息子）。ボクサーを目指していたが挫折し、大学を中退。ブラブラしているうちに借金を抱え、仕方なく伯父の工場を手伝うことに。粗暴かつ残忍な性格の持ち主であり、加えて悪賢く抜け目がない。常日頃から永遠たちを執拗に虐待し、裕子との情事やギャンブルにうつつを抜かす。8話で光輔の指示により強要された廉に殺害され、地面に埋められた。廉の証言から、幼少期は両親など誰からも愛されずに育ったことで性格が歪み、飼っていた蝶を蜘蛛の巣に張り付け、昆虫に食べさせるなどといった行為をしていたことが明らかになる。
竹上 裕子（たけがみ　ゆうこ）
演 - 水沢アキ
光輔の妻。美人だが高慢かつ身勝手な性格をしており、名誉欲・金銭欲も深い。工場では永遠たちの弁当作りや彼らが着用する作業着の洗濯などをこなすが、彼らに対しては普段以上に口や態度の悪さが目立っており、場合によっては暴力も振るう。義理の甥である三郎との情交を持つなど異性に対してもだらしない。しかし、工場設立当時は前向きで心優しい性格だったと、死の直前に光輔が永遠に語っている。夫婦仲は冷えているが、息子には甘い。裁判後、恥をかかされたとして息子を連れて長野の実家に帰省した。
竹上 俊輔（たけがみ　しゅんすけ）〈16〉
演 - 篠原俊晴
光輔の息子。三郎の従弟にあたり、ありすとは同じ私立高校の同級生でもある。学校では真面目な優等生で通っているが両親同様に裏表が激しく、永遠たちを見下して嫌っており、彼らに対して冷酷な仕打ちを行う。恋愛に関しては意外と奥手で一途な面がみられ、ありすに好意を寄せるが相手にされない。ありすの葬儀では生徒会長として弔辞を読み上げた。両親の離婚に伴い、母の実家へ転居した。
ありすの赤髪を褒めている描写がある。

### 町田家
町田 基子（まちだ　もとこ）
演 - 藤田弓子
永遠と敦の母。永遠に愛情を注ぐが、真面目で優しい性格がゆえの行き詰まり、家族の協力を得られないなどで追い込まれていた。しかし後に敦の暴挙に対して、毅然とした態度に出るなど、強さを身に付けていく。
町田 和夫（まちだ　かずお）
演 - 中丸新将
永遠と敦の父。障害を持つ永遠を持て余し、制度を利用し工場で働く様に言い出す。永遠が不在の時に「これで普通の家になれた」と発言していたが、。永遠が裁判で証言することになったときは永遠を応援していた。
町田 敦（まちだ　あつし）
演 - 郭智博
永遠の弟で小学生。永遠のことで引け目を感じている基子から溺愛されて育ったこともあり、わがままな面が見られる。永遠の障害を理由にいじめられたりしたことから、永遠を憎悪していたが、次第に理解を示すようになり、いじめっ子に立ち向かった永遠に微笑んだりもしている。最終回で両親と共にチャリティコンサートに参加。

### その他
向 哲雄（むかい　てつお）〈29〉
演 - 石橋保
教師たちの中では、ももの唯一の理解者。落ち着きのある優しい性格をしており、彼女のひたむきな姿にいつしか恋心を抱き始め、陰に日向に支える。しかしその後裁判などで急展開になったことを理由に、ももから婚約破棄を告げられる。教育熱心な人格者だが、素行に問題の多いありすに対しては無理解な態度が少なからず見受けられた。
宇野 淳市（うの　じゅんいち）
演 - いかりや長介（特別出演）
心優しい弁護士で、特定の住居を持たない。後半、永遠やももを助けることに。
安西 康雄（あんざい　やすお）
演 - 加藤善博
告訴された光輔の弁護を引き受ける。勝訴のためには手段を択ばない。裁判での永遠の言動が気になったのか、光輔に対して疑問を投げかけた。
土屋 冬樹（つちや　ふゆき）
演 - 清水章吾
ありすの父で市長。娘を愛してはいるが、市長としての行動や再婚などを理由に反発され、戸惑う。障害者への福祉をスローガンに掲げているが、永遠が娘に接近することを快く思えず、無意識に見下してしまう。ありすが事故にあった事で永遠に対する憎悪と怒りを募らせる事となり、病院に居合わせた永遠を強硬的な態度で追い払った。後にありすの意思を尊重し、ももを介する形で死に目に永遠の立会を許すものの、理解と納得が出来ずに苦悩する。結果的に娘の死のショックから国政進出を断念し、市長を続けることになる。市長としての後釜を狙う光輔に唆され、製作所の暴力事件をもみ消したこともある。
土屋 波子（つちや　なみこ）
演 - 沖直未
冬樹の後妻で、ありすの継母。美人で知的な印象と同時に世故に長けており、冷淡で打算的な性格。政略結婚だった様子で、高校に挨拶回りに訪れた際、ももの前で夫の活動を「選挙の票集め」と呟いたこともある。あからさまな意地悪はないが、相手によって態度を変えたり、言葉に刺を埋め込んで相手を責めたりもする。そしてありすの死の責任を永遠になすりつけるような言動もみられた。
猪瀬 久子（いのせ　ひさこ）
演 - 山本道子
辰雄の母親。会費を払ってでも辰雄を製作所に置いておきたいと思っている。
水間 梓（みずま　あずさ）
演 - 朝加真由美
妙子の母でスナックを経営している。冷淡で蓮っ葉な性格をしており、自堕落な生活を送る。男遊びが激しく、自身ですら妙子の父親はわからないという。障害を持つことを理由に妙子を疎み、虐待を展開(妙子は「母が私を虐待するのは、私が蒸発した父に似ているから」とももに訴えていた)。ももから妙子の妊娠を知らされた時も，理由も聞かずに暴力を振るったが、事実を知るに従いわずかではあるが母親の顔を見せるようになる。
交番の警官
演 - 高橋克実（1話）
夜泣きラーメン屋で問題を起こした永遠を心配し一晩泊める。
女子高生
演 - 加藤あい（4話）
下着を返しにきた辰雄に追いかけ回される不運な少女。

## 受賞歴
- 第16回ザテレビジョンドラマアカデミー賞[4][5]
  - 最優秀作品賞
  - 主演男優賞（いしだ壱成）
  - 脚本賞（野島伸司）

## スタッフ
- 脚本 - 野島伸司
- 音楽 - 千住明
- 演出 - 吉田健、松原浩、那須田淳
- 主題歌 - 中島みゆき「糸」（第1 - 4話、第10 - 最終話）、「命の別名」（第5 - 9話）[注 3]
- プロデューサー - 伊藤一尋

## 放送日程
| 各話                                                       | 放送日  | サブタイトル                   | 演出     | 視聴率 |
| ---------------------------------------------------------- | ------- | ------------------------------ | -------- | ------ |
| 第1話                                                      | 1月09日 | 青い空はぼくの友達             | 吉田健   | 20.3%  |
| 第2話                                                      | 1月16日 | 不思議の国のありす             | 吉田健   | 20.3%  |
| 第3話                                                      | 1月23日 | 星に願いを                     | 松原浩   | 22.1%  |
| 第4話                                                      | 1月30日 | 泣くな ともだち                | 那須田淳 | 19.7%  |
| 第5話                                                      | 2月06日 | おにいちゃんの秘密             | 那須田淳 | 19.7%  |
| 第6話                                                      | 2月13日 | 永遠の結婚式                   | 吉田健   | 21.3%  |
| 第7話                                                      | 2月27日 | 星になったありす               | 松原浩   | 21.9%  |
| 第8話                                                      | 3月06日 | ひとかけらの希望               | 松原浩   | 20.4%  |
| 第9話                                                      | 3月13日 | 命の重さに泣いた日             | 那須田淳 | 21.1%  |
| 第10話                                                     | 3月20日 | 聖なる戦い                     | 吉田健   | 21.3%  |
| 最終話                                                     | 3月27日 | ぼくらの未来は光にみちているか | 吉田健   | 21.8%  |
| 平均視聴率 20.9%（視聴率は関東地区・ビデオリサーチ社調べ） |         |                                |          |        |

1998年2月20日は長野五輪のため放送休止となった。
山陰放送はテレ朝木曜21時枠ドラマ『愛しすぎなくてよかった』の遅れネットのため、放送日時が異なっていた。

## 関連商品
- 聖者の行進 DVD-BOX - 発売元 TBS 発売日 2003年3月21日 ASIN B00008CHBL
- 聖者の行進 Blu-ray-BOX - 発売元 TBSサービス 販売元 ハピネット 発売日 2019年4月2日 ASIN B07LGPVKTF